# Bezirk Gmünd
Der Bezirk Gmünd ist ein Verwaltungsbezirk des Landes Niederösterreich.

## Geschichte
Der Bezirk wurde 1899 aus dem davor dem Bezirk Zwettl zugeschlagenen, ehemaligen Amtsbezirk Weitra sowie aus den davor dem Bezirk Waidhofen an der Thaya zugeschlagenen, ehemaligen Amtsbezirken Schrems und Litschau gebildet. Die Stadt Gmünd selbst unterstand bis 1867 dem Amtsbezirk Schrems und war danach dem Bezirk Waidhofen an der Thaya zugeteilt.
Der Bezirk wurde 1920 um jene Randgebiete verkleinert, die nach dem Vertrag von Saint-Germain dem neuen Staat Tschechoslowakei zufielen. Dabei handelte es sich um den Stadtteil Gmünd Bahnhof (heute České Velenice) mit dem damaligen Gmünder Hauptbahnhof und die Ortschaften Erdweis (Nová Ves nad Lužnicí), Zuggers (Krabonoš) und Rottenschachen (Rapšach). Die in Gmünd von der Franz-Josefs-Bahn abzweigenden Waldviertler Schmalspurbahnen mussten daher vom neuen Ausgangspunkt Bahnhof Gmünd NÖ. (bis dahin Gmünd Stadt) in der näheren Umgebung neu trassiert werden, um nur auf österreichischem Gebiet zu verlaufen.

### Bezirkshauptleute
- 2017 bis Ende Februar 2023 Stefan Grusch[2]
- ab 1. März 2023 Christian Pehofer[3]

## Geografie

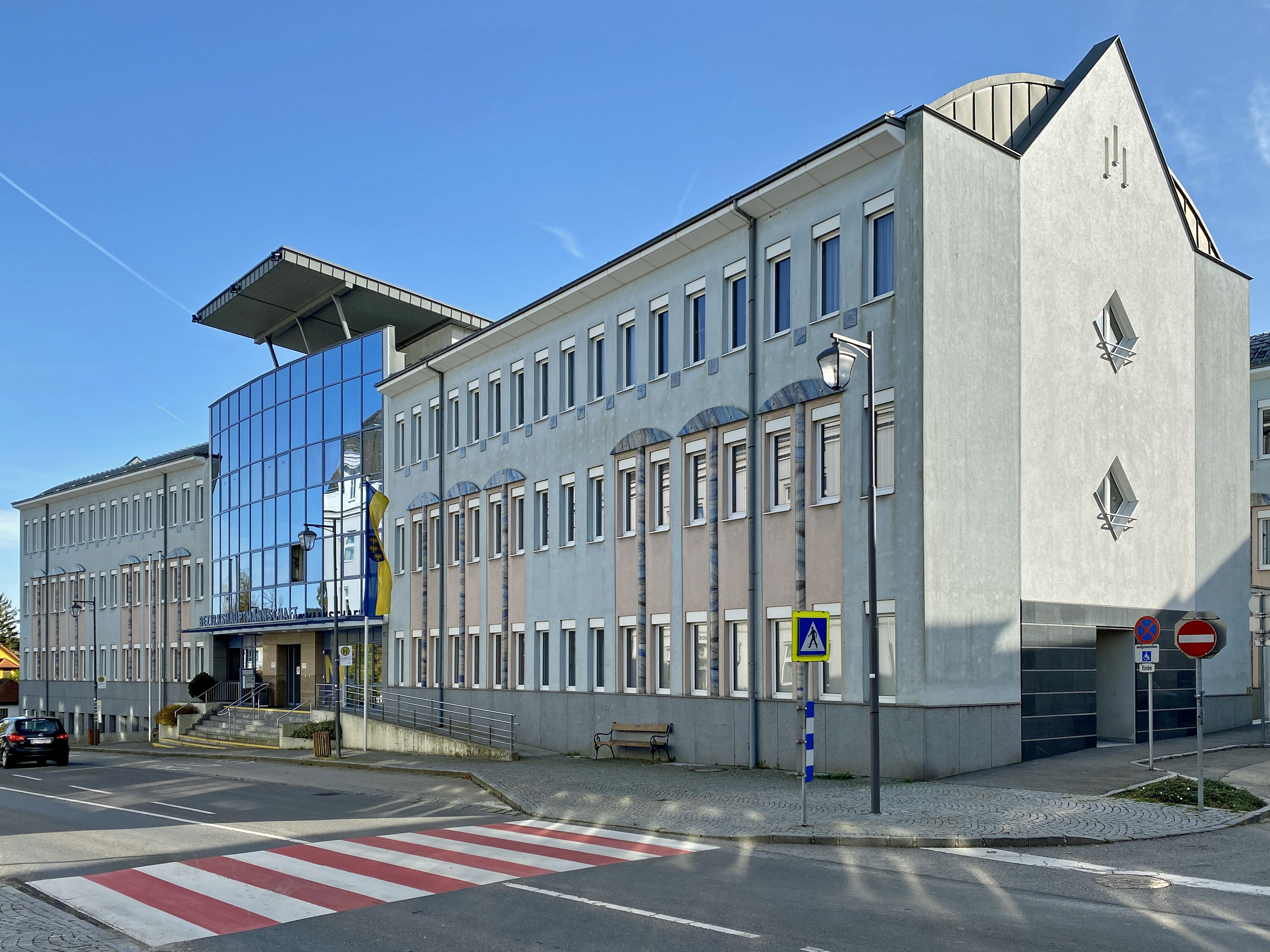
Sitz der Bezirkshauptmannschaft Gmünd

Der Bezirk liegt im Nordwesten des Bundeslandes, an der Grenze zu Tschechien. Landschaftlich zählt er zum Waldviertel und er gehört auch zur raumplanerischen Hauptregion Waldviertel.

### Nachbarbezirke
|                     | Jihočeský kraj (Cz)                         |                               |
| Jihočeský kraj (Cz) | Kompassrose, die auf Nachbargemeinden zeigt | Bezirk Waidhofen an der Thaya |
| Bezirk Freistadt    | Bezirk Zwettl                               |                               |

## Angehörige Gemeinden
Zum Bezirk Gmünd gehören 21 Gemeinden, darunter fünf Städte und elf Marktgemeinden.

Regionen in der Tabelle sind Kleinregionen in Niederösterreich
| Gemeinde            | Lage | Ew    | km²   | Ew / km² | Gerichtsbezirk            | Region                 | Typ             | Metadaten         |
| ------------------- | ---- | ----- | ----- | -------- | ------------------------- | ---------------------- | --------------- | ----------------- |
| Amaliendorf-Aalfang |      | 1.107 | 8,04  | 138      | Gmünd in Niederösterreich | Waldviertler StadtLand | Markt- gemeinde | Gem.Kennz.: 30902 |
| Bad Großpertholz    |      | 1.286 | 82,41 | 16       | Gmünd in Niederösterreich | Lainsitztal            | Markt- gemeinde | Gem.Kennz.: 30910 |
| Brand-Nagelberg     |      | 1.455 | 36,64 | 40       | Gmünd in Niederösterreich | Waldviertler StadtLand | Markt- gemeinde | Gem.Kennz.: 30903 |
| Eggern              |      | 678   | 20,21 | 34       | Gmünd in Niederösterreich | Waldviertel Nord       | Markt- gemeinde | Gem.Kennz.: 30904 |
| Eisgarn             |      | 713   | 22,50 | 32       | Gmünd in Niederösterreich | Waldviertel Nord       | Markt- gemeinde | Gem.Kennz.: 30906 |
| Gmünd               |      | 5.146 | 25,11 | 205      | Gmünd in Niederösterreich | Waldviertler StadtLand | Stadt- gemeinde | Gem.Kennz.: 30908 |
| Großdietmanns       |      | 2.181 | 39,97 | 55       | Gmünd in Niederösterreich | Waldviertler StadtLand | Markt- gemeinde | Gem.Kennz.: 30909 |
| Großschönau         |      | 1.218 | 41,97 | 29       | Gmünd in Niederösterreich | Lainsitztal            | Markt- gemeinde | Gem.Kennz.: 30912 |
| Haugschlag          |      | 481   | 22,65 | 21       | Gmünd in Niederösterreich | Waldviertel Nord       | Gemeinde        | Gem.Kennz.: 30915 |
| Heidenreichstein    |      | 3.735 | 58,45 | 64       | Gmünd in Niederösterreich | Waldviertel Nord       | Stadt- gemeinde | Gem.Kennz.: 30916 |
| Hirschbach          |      | 587   | 7,90  | 74       | Gmünd in Niederösterreich | Waldviertler StadtLand | Markt- gemeinde | Gem.Kennz.: 30917 |
| Hoheneich           |      | 1.388 | 15,61 | 89       | Gmünd in Niederösterreich | Waldviertler StadtLand | Markt- gemeinde | Gem.Kennz.: 30920 |
| Kirchberg am Walde  |      | 1.265 | 37,79 | 33       | Gmünd in Niederösterreich | Waldviertler StadtLand | Markt- gemeinde | Gem.Kennz.: 30921 |
| Litschau            |      | 2.106 | 81,07 | 26       | Gmünd in Niederösterreich | Waldviertel Nord       | Stadt- gemeinde | Gem.Kennz.: 30925 |
| Moorbad Harbach     |      | 696   | 35,50 | 20       | Gmünd in Niederösterreich | Lainsitztal            | Gemeinde        | Gem.Kennz.: 30913 |
| Reingers            |      | 610   | 24,92 | 24       | Gmünd in Niederösterreich | Waldviertel Nord       | Gemeinde        | Gem.Kennz.: 30929 |
| Schrems             |      | 5.263 | 60,84 | 87       | Gmünd in Niederösterreich | Waldviertler StadtLand | Stadt- gemeinde | Gem.Kennz.: 30935 |
| St. Martin          |      | 1.071 | 49,33 | 22       | Gmünd in Niederösterreich | Lainsitztal            | Markt- gemeinde | Gem.Kennz.: 30932 |
| Unserfrau-Altweitra |      | 977   | 40,20 | 24       | Gmünd in Niederösterreich | Lainsitztal            | Gemeinde        | Gem.Kennz.: 30939 |
| Waldenstein         |      | 1.179 | 22,74 | 52       | Gmünd in Niederösterreich | Waldviertler StadtLand | Gemeinde        | Gem.Kennz.: 30940 |
| Weitra              |      | 2.591 | 52,54 | 49       | Gmünd in Niederösterreich | Lainsitztal            | Stadt- gemeinde | Gem.Kennz.: 30942 |

### Gemeindeänderungen ab 1945
12. Juli 1966
- Umbenennung der Gemeinde Brand in Brand-Nagelberg

1. Jänner 1967
- Vereinigung der Gemeinden Dietmanns, Eichberg, Hörmanns bei Weitra und Wielands zur Gemeinde Großdietmanns
- Vereinigung der Gemeinden Großpertholz und Weikertschlag zur Gemeinde Großpertholz
- Vereinigung der Gemeinden Fromberg, Hollenstein, Kirchberg am Walde und Ullrichs zur Gemeinde Kirchberg am Walde
- Vereinigung der Gemeinden Brühl, Weitra und Wetzles zur Gemeinde Weitra

1. Jänner 1968
- Vereinigung der Gemeinden Aalfang und Amaliendorf zur Gemeinde Amaliendorf-Aalfang
- Vereinigung der Gemeinden Brand-Nagelberg, Finsternau und Steinbach zur Gemeinde Brand-Nagelberg
- Vereinigung der Gemeinden Kottinghörmanns und Niederschrems zur Gemeinde Niederschrems
- Vereinigung der Gemeinden Albrechts, Großneusiedl und Waldenstein zur Gemeinde Waldenstein

1. Jänner 1969
- Vereinigung der Gemeinden Großschönau und Mistelbach zur Gemeinde Großschönau
- Vereinigung der Gemeinden Gopprechts, Litschau, Loimanns, Reichenbach und Schönau bei Litschau zur Gemeinde Litschau

1. Jänner 1970
- Vereinigung der Gemeinden Abschlag, Großpertholz und Watzmanns zur Gemeinde Großpertholz
- Vereinigung der Gemeinden Friedreichs, Großotten und Großschönau zur Gemeinde Großschönau
- Vereinigung der Gemeinden Dietweis, Eberweis und Heidenreichstein zur Gemeinde Heidenreichstein

1. Jänner 1971
- Vereinigung der Gemeinden Eggern und Reinberg-Heidenreichstein zur Gemeinde Eggern
- Vereinigung der Gemeinden Großdietmanns, Höhenberg und Unterlembach zur Gemeinde Großdietmanns
- Vereinigung der Gemeinden Großpertholz, Karlstift und Reichenau am Freiwalde (ohne Reichenauerwald) zur Gemeinde Großpertholz
- Vereinigung der Gemeinden Harbach und Wultschau zur Gemeinde Harbach
- Vereinigung der Gemeinden Griesbach und Haugschlag zur Gemeinde Haugschlag
- Vereinigung der Gemeinden Hoheneich und Nondorf zur Gemeinde Hoheneich
- Vereinigung der Gemeinden Kirchberg am Walde und Weißenalbern zur Gemeinde Kirchberg am Walde
- Vereinigung der Gemeinden Hirschenschlag, Illmanns, Leopoldsdorf und Reingers zur Gemeinde Reingers
- Vereinigung der Gemeinden Langfeld und Sankt Martin zur Gemeinde Sankt Martin
- Vereinigung der Gemeinden Altweitra, Heinrichs bei Weitra, Oberlembach, Pyhrabruck, Schagges, Ulrichs und Unserfrau zur Gemeinde Unserfrau-Altweitra
- Vereinigung der Gemeinden Großwolfgers, Reinprechts, Sankt Wolfgang, Spital und Weitra zur Gemeinde Weitra
- Eingliederung der Gemeinde Siebenlinden in die Gemeinde Schweiggers (Bezirk Zwettl). Einzelne Grundstücke wurden zuvor der Gemeinde Großschönau angegliedert.

1. Jänner 1972
- Vereinigung der Gemeinden Eggern und Reinberg-Litschau zur Gemeinde Eggern
- Vereinigung der Gemeinden Eisgarn, Großradischen und Wielings zur Gemeinde Eisgarn
- Vereinigung der Gemeinden Eibenstein und Gmünd zur Gemeinde Gmünd
- Vereinigung der Gemeinden Harbach, Hirschenwies und Lauterbach zur Gemeinde Harbach
- Vereinigung der Gemeinden Altmanns, Heidenreichstein, Thaures und der Katastralgemeinde Motten der Gemeinde Rohrbach zur Gemeinde Heidenreichstein
- Vereinigung der Gemeinden Hirschbach, Kirchberg am Walde und Süßenbach zur Gemeinde Kirchberg am Walde
- Vereinigung der Gemeinden Hörmanns bei Litschau, Litschau, Reitzenschlag, Schandachen und Schlag zur Gemeinde Litschau
- Vereinigung der Gemeinden Sankt Martin und Harmanschlag zur Gemeinde Sankt Martin
- Vereinigung der Gemeinden Gebharts, Langegg, Langschwarza, Niederschrems, Pürbach und Schrems zur Gemeinde Schrems
- Umgliederung der Katastralgemeinde Rohrbach der aufgelösten Gemeinde Rohrbach in die Gemeinde Pfaffenschlag bei Waidhofen an der Thaya (Bezirk Waidhofen an der Thaya)
- Umgliederung der Katastralgemeinde Warnungs der aufgelösten Gemeinde Warnungs in die Gemeinde Vitis (Bezirk Waidhofen an der Thaya)
- Umgliederung der Katastralgemeinde Ottenschlag der aufgelösten Gemeinde Warnungs in die Gemeinde Zwettl-Niederösterreich (Bezirk Zwettl)

1. Jänner 1975
- Vereinigung der Gemeinden Heidenreichstein, Seyfrieds und Wolfsegg zur Gemeinde Heidenreichstein

1. Jänner 1985
- Aufteilung der Gemeinde Kirchberg am Walde auf die Gemeinden Hirschbach und Kirchberg am Walde

26. März 1985
- Umbenennung der Gemeinde Großpertholz in Bad Großpertholz

19. September 1985
- Umbenennung der Gemeinde Harbach in Moorbad Harbach[4]